# Gustavo Alles
Gustavo Javier Alles Villa (Montevideo, Uruguay; 9 de abril de 1990) es un futbolista uruguayo. Juega de delantero en el Nacional Potosí de la Primera División de Bolivia.

## Estadísticas
Actualizado al último partido disputado el 17 de septiembre de 2022.
| Club                              | Div.          | Temporada     | Liga  | Liga  | Copas nacionales | Copas nacionales | Copas internacionales | Copas internacionales | Total | Total |
| Club                              | Div.          | Temporada     | Part. | Goles | Part.            | Goles            | Part.                 | Goles                 | Part. | Goles |
| --------------------------------- | ------------- | ------------- | ----- | ----- | ---------------- | ---------------- | --------------------- | --------------------- | ----- | ----- |
| Racing de Montevideo · Uruguay    | 1.ª           | 2010-11       | 3     | 0     | Inexistentes     | Inexistentes     | Inexistentes          | Inexistentes          | 3     | 0     |
| Racing de Montevideo · Uruguay    | 1.ª           | 2011-12       | 7     | 0     | Inexistentes     | Inexistentes     | Inexistentes          | Inexistentes          | 7     | 0     |
| Racing de Montevideo · Uruguay    | Total         | Total         | 10    | 0     | 0                | 0                | 0                     | 0                     | 10    | 0     |
| Progreso · Uruguay                | 1.ª           | 2012-13       | 27    | 9     | Inexistentes     | Inexistentes     | Inexistentes          | Inexistentes          | 27    | 9     |
| Progreso · Uruguay                | Total         | Total         | 27    | 9     | 0                | 0                | 0                     | 0                     | 27    | 9     |
| Liverpool · Uruguay               | 1.ª           | 2013-14       | 9     | 0     | Inexistentes     | Inexistentes     | Inexistentes          | Inexistentes          | 9     | 0     |
| Liverpool · Uruguay               | Total         | Total         | 9     | 0     | 0                | 0                | 0                     | 0                     | 9     | 0     |
| Rentistas · Uruguay               | 1.ª           | 2014-15       | 15    | 3     | Inexistentes     | Inexistentes     | 2                     | 1                     | 17    | 4     |
| Rentistas · Uruguay               | Total         | Total         | 15    | 3     | 0                | 0                | 2                     | 1                     | 17    | 4     |
| Adana Demirspor Turquía           | 1.ª           | 2014-15       | 11    | 2     | 1                | 0                | Inexistentes          | Inexistentes          | 12    | 2     |
| Adana Demirspor Turquía           | Total         | Total         | 11    | 2     | 1                | 0                | 0                     | 0                     | 12    | 2     |
| Rentistas · Uruguay               | 1.ª           | 2015-16       | 12    | 0     | Inexistentes     | Inexistentes     | Inexistentes          | Inexistentes          | 12    | 0     |
| Rentistas · Uruguay               | Total         | Total         | 12    | 0     | 0                | 0                | 0                     | 0                     | 12    | 0     |
| Juventud de Las Piedras · Uruguay | 1.ª           | 2016          | 10    | 0     | Inexistentes     | Inexistentes     | Inexistentes          | Inexistentes          | 10    | 0     |
| Juventud de Las Piedras · Uruguay | 1.ª           | 2017          | 15    | 4     | Inexistentes     | Inexistentes     | Inexistentes          | Inexistentes          | 15    | 4     |
| Juventud de Las Piedras · Uruguay | Total         | Total         | 25    | 4     | 0                | 0                | 0                     | 0                     | 25    | 4     |
| Sport Rosario · Perú              | 1.ª           | 2017          | 10    | 2     | Inexistentes     | Inexistentes     | Inexistentes          | Inexistentes          | 10    | 2     |
| Sport Rosario · Perú              | Total         | Total         | 10    | 2     | 0                | 0                | 0                     | 0                     | 10    | 2     |
| Atlético Baleares · España        | 3.ª           | 2017-18       | 11    | 1     | —                | —                | Inexistentes          | Inexistentes          | 11    | 1     |
| Atlético Baleares · España        | Total         | Total         | 11    | 1     | 0                | 0                | 0                     | 0                     | 11    | 1     |
| Rentistas · Uruguay               | 2.ª           | 2018          | 11    | 5     | Inexistentes     | Inexistentes     | Inexistentes          | Inexistentes          | 11    | 5     |
| Rentistas · Uruguay               | Total         | Total         | 11    | 5     | 0                | 0                | 0                     | 0                     | 11    | 5     |
| Progreso · Uruguay                | 1.ª           | 2019          | 31    | 10    | Inexistentes     | Inexistentes     | Inexistentes          | Inexistentes          | 31    | 10    |
| Progreso · Uruguay                | Total         | Total         | 31    | 10    | 0                | 0                | 0                     | 0                     | 31    | 10    |
| Deportivo Cuenca · Ecuador        | 1.ª           | 2020          | 3     | 3     | —                | —                | Inexistentes          | Inexistentes          | 3     | 3     |
| Deportivo Cuenca · Ecuador        | Total         | Total         | 3     | 3     | 0                | 0                | 0                     | 0                     | 3     | 3     |
| Progreso · Uruguay                | 1.ª           | 2020          | 11    | 4     | Inexistentes     | Inexistentes     | Inexistentes          | Inexistentes          | 11    | 4     |
| Progreso · Uruguay                | Total         | Total         | 11    | 4     | 0                | 0                | 0                     | 0                     | 11    | 4     |
| Universidad de Concepción · Chile | 1.ª           | 2020          | 12    | 0     | —                | —                | Inexistentes          | Inexistentes          | 12    | 0     |
| Universidad de Concepción · Chile | Total         | Total         | 12    | 0     | 0                | 0                | 0                     | 0                     | 12    | 0     |
| Progreso · Uruguay                | 1.ª           | 2021          | 23    | 5     | Inexistentes     | Inexistentes     | Inexistentes          | Inexistentes          | 23    | 5     |
| Progreso · Uruguay                | Total         | Total         | 23    | 5     | 0                | 0                | 0                     | 0                     | 23    | 5     |
| Gualaceo S. C. · Ecuador          | 1.ª           | 2022          | 22    | 3     | 2                | 1                | Inexistentes          | Inexistentes          | 24    | 4     |
| Gualaceo S. C. · Ecuador          | Total         | Total         | 22    | 3     | 2                | 1                | 0                     | 0                     | 24    | 4     |
| Total carrera                     | Total carrera | Total carrera | 243   | 51    | 3                | 1                | 2                     | 1                     | 248   | 53    |

1. ↑  Incluye datos de la Copa de Turquía y Copa Ecuador.
2. ↑  Incluye datos de la Copa Sudamericana.

## Vida personal
Su padre es Mario Alles, exgolero de Argentinos Juniors.